# 陳朴
陳朴（1537年—？），字一初，號竹野，河南陳州衛人，官籍，明朝政治人物。

## 生平
嘉靖四十三年（1564年）甲子科河南鄉試第四十名，隆庆五年（1571年）辛未科會試第五十七名，未殿试，萬曆二年（1574年）甲戌科登三甲第一名進士。礼部觀政，授大理寺评事，萬曆四年（1576年）升户部主事，七年复除本部，养病。十一年复除本部，升员外郎，升郎中，养病。十四年复除本部，十六年五月升湖广蕲州江防兵备副使，十七年致仕。

## 家族
曾祖陳鑑，曾任千戶；祖父陳端，曾任千戶；父陳昂，曾任千戶。嫡母安氏（封宜人）；生母王氏。慈侍下。兄陈楷（千户）；陈檄。弟陈枢。